# Мокотжемела
Мокотжемела (англ. Mokotjomela) — одна з місцевих громад, що розташована в районі Цгутінг, Лесото. Населення місцевої громади у 2006 році становило 12 340 осіб.